# Yiddishpiel
El Yiddishpiel (en hebreu: תיאטרון יידישפיל) és un teatre en llengua ídix situat a la ciutat de Tel-Aviv, a Israel. El teatre va ser fundat en 1987 per iniciativa de l'ex-alcalde de Tel-Aviv, Shlomo Lahat, i el president del Banc de Descompte Mercantil d'Israel, Moshe Noiderfer, així com de Shmuel Etsyon, qui va participar en la creació del teatre i va ser el seu president i director artístic fins al mes de Novembre de 2011, quan va ser reemplaçat per Sasi Keshet.
Els objectius principals del Yiddishpiel són commemorar i mantenir viva la cultura ídix, ja que és una part inseparable de la història jueva. La llengua ídix segueix viva i s'utilitza bastant àmpliament entre la població jueva actualment, per la qual cosa el teatre té una audiència regular, la major part de la qual està formada per persones relativament majors. Les oficines del teatre estan situades en la carretera Carlebach número 7, a Tel-Aviv.
En 1996, la Knesset va aprovar el projecte de llei de creació d'una autoritat nacional per a la cultura ídix i la cultura ladina (idioma judeocastellà), la funció del qual és crear una base sòlida per a les dues llengües i les seves cultures a Israel.
Des de la seva fundació, el teatre ha realitzat 42 produccions que van ser presentades davant grans audiències a Israel i en altres països.
Al llarg dels anys el teatre ha participat en festivals israelians, així com en importants festivals estrangers, i ha pres l'escenari en Wiesbaden, Londres, Frankfurt, Amsterdam, Viena, Los Angeles i Vilnius.
El teatre té una àmplia selecció d'actors, incloent veterans com: Yaakov Bodo i Yaakov Alperon, i actors més joves que serveixen com a successors del teatre i la cultura ídix, entre ells: Dudu Fisher, Gadi Yagil, Anat Atzmon, Mónica Vardimon, Jonathan Rozen, Yoni Eilat, i Amitai Kedar. L'actor Carol Marcovicz, també va actuar en el Yiddishpiel fins a la seva mort en 2006.
En el teatre es presenten diverses obres de repertori, escrites per diversos dramaturgs. Al llarg de cada obra, hi ha subtítols en hebreu i en rus, així com so, per al benefici d'aquells que no parlen ídix.
En cada temporada teatral, Yiddishpiel presenta 4 obres noves, una cada trimestre. Algunes de les obres presentades van ser traduïdes a l'ídix i escrites per dramaturgs com Shakespeare, Molière i uns altres; unes altres van ser adaptades a l'ídix (per Sholem Aleichem i uns altres), i unes altres són obres locals (per Yehoshua Sobol i uns altres).